# Andriej Surajkin
Andriej Aleksandrowicz Surajkin, ros. Андрей Александрович Сурайкин (ur. 20 października 1949 w Leningradzie, zm. 28 września 1996 w Petersburgu) – radziecki łyżwiarz figurowy, startujący w parach sportowych z Ludmiłą Smirnową. Wicemistrz olimpijski z Sapporo (1972), 3-krotny wicemistrz świata (1970–1972), 3-krotny wicemistrz Europy (1970–1972) oraz dwukrotny wicemistrz Związku Radzieckiego (1970, 1971).
Po zakończeniu kariery amatorskiej w 1974 roku pracował jako trener łyżwiarstwa w Petersburgu oraz w Finlandii i Czechach. Do jego uczniów należeli m.in. Łarisa Sielezniowa i Oleg Makarow. Zmarł w wieku 47 lat.

## Osiągnięcia

### Z Ludmiłą Smirnową
| Zawody               | 68–69          | 69–70          | 70–71          | 71–72          |                |                |                |                |                |                |                |                |                |                |                |                |                |
| Międzynarodowe       | Międzynarodowe | Międzynarodowe | Międzynarodowe | Międzynarodowe | Międzynarodowe | Międzynarodowe | Międzynarodowe | Międzynarodowe | Międzynarodowe | Międzynarodowe | Międzynarodowe | Międzynarodowe | Międzynarodowe | Międzynarodowe | Międzynarodowe | Międzynarodowe | Międzynarodowe |
| -------------------- | -------------- | -------------- | -------------- | -------------- | -------------- | -------------- | -------------- | -------------- | -------------- | -------------- | -------------- | -------------- | -------------- | -------------- | -------------- | -------------- | -------------- |
| Igrzyska olimpijskie |                |                |                | 2              |                |                |                |                |                |                |                |                |                |                |                |                |                |
| Mistrzostwa świata   |                | 2              | 2              | 2              |                |                |                |                |                |                |                |                |                |                |                |                |                |
| Mistrzostwa Europy   |                | 2              | 2              | 2              |                |                |                |                |                |                |                |                |                |                |                |                |                |
| Prize of Moscow News |                | 2              | 1              | 2              |                |                |                |                |                |                |                |                |                |                |                |                |                |
| Zimowa uniwersjada   |                | 1              |                |                |                |                |                |                |                |                |                |                |                |                |                |                |                |
| Krajowe              |                |                |                |                |                |                |                |                |                |                |                |                |                |                |                |                |                |
| Mistrzostwa ZSRR     | 4              | 2              | 2              |                |                |                |                |                |                |                |                |                |                |                |                |                |                |
| Puchar ZSRR          | 2              |                |                |                |                |                |                |                |                |                |                |                |                |                |                |                |                |

## Nagrody i odznaczenia
- Medal „Za pracowniczą dzielność” – 1972[2]